# Ехіопсіс
Ехіопсіс (Echiopsis) — рід отруйних змій родини Аспідові. Має 2 види.

## Опис
Загальна довжина коливається від 40 см до 75 см. Голова помірного розміру, чітко відмежована від тулуба. Отруйні ікла розташовані на передній щелепі. Тулуб кремезний з гладенькою лускою. Забарвлення червонувато-коричневе, коричневе, оливково-буре або сіре. Черево значно світліше за спину.

## Спосіб життя
Полюбляють напівпустелі, пасовиська, чагарники. Активні вночі. Ховаються серед каміння, опалого листя. Харчуються гризунами, ящірками, земноводними, іноді птахами та комахами.
Це живородні змії. Самиці народжують до 32 дитинчат.
Отрута дуже небезпечна для життя людини.

## Розповсюдження
Це ендеміки Австралії.

## Види
- Echiopsis atriceps
- Echiopsis curta